# 신우리
신우리(1977년 2월 5일 ~ )은 대한민국의 가수이다.
현재 거주지는 서울특별시 영등포구 여의도동이다.

## 학력
- 한국체육대학교 사회교육대학원 재학중
- 구미여자고등학교 졸업

## 수상
- 2002년 iTV 히트예감상

## 데뷔
- 2002년 정규 앨범 '엔돌핀'

## 음반
- 2023년 지금부터 행복합니다
- 2022년 내 인생의 무지개
- 2002년 엔돌핀